# Fajjumi múmiafestészet

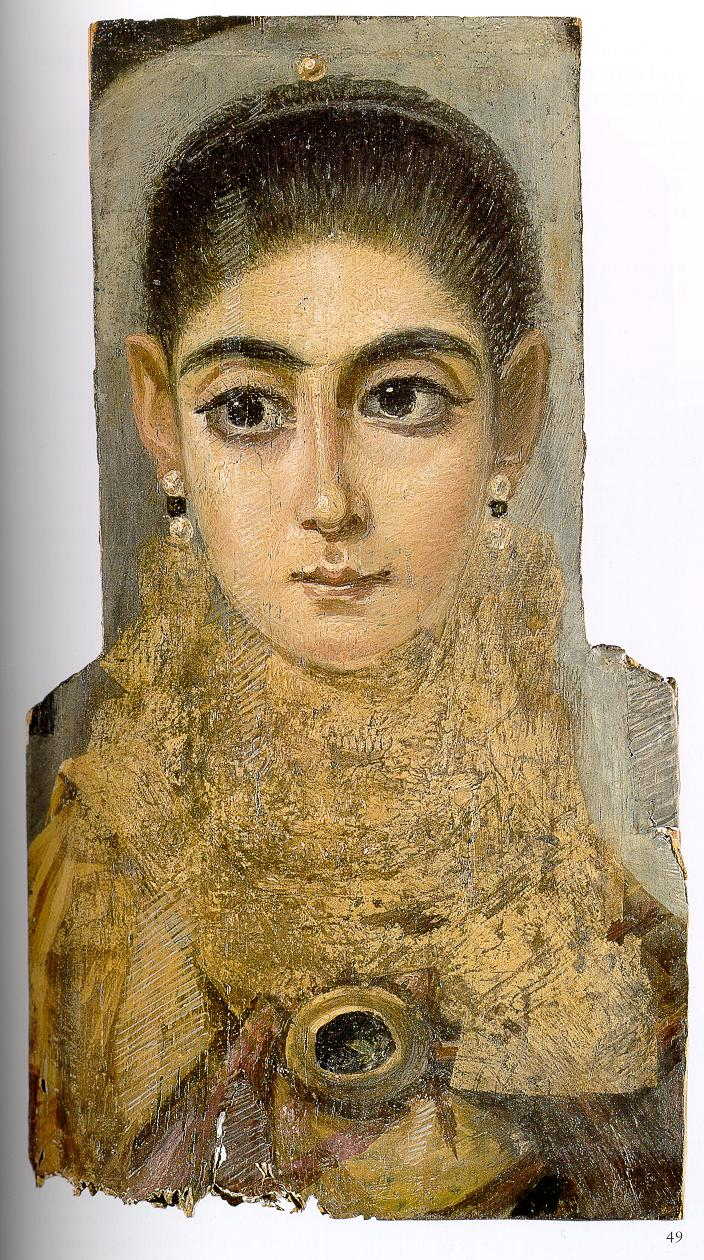
Fiatal nő múmiaportréja, 3. század, Louvre, Párizs.

A fajjúmi múmiafestészet az ókor egyik legelismertebb, a táblaképfestészet hagyományához tartozó művészeti formája, amely a római kori Egyiptomból származó múmiaportrékat tartalmaz. A portrék a felsőbb osztálybeliek temetésre mumifikált testének arcát takarták, a fatáblákra festett élethűen ábrázolt  portrékat a múmiákhoz rögzítették. A fajjuúmi portrék az egyetlen nagyobb műalkotáscsoport, amelyek ebből a típusból fennmaradtak. Korábban - helytelenül - kopt portréknak nevezték őket.
Múmiaportrékat Egyiptom-szerte találtak, de a leggyakoribbak a Fajjúm-medencében, különösen Havárából és a Hadrianus-kori római városból, Antinoöpoliszból származnak.  A "fajjúmi portrék" elnevezést általában inkább stilisztikai, mint földrajzi leírásként használják. Míg a múmiák festett tokjai a fáraók idejéből származnak, a fajjúmi múmiaportrék az egyiptomi római uralom idejéből újításnak számítanak. A portrék keletkezése a római császárkortól, az i. e. 1. század végétől vagy az i. sz. 1. század elejétől datálható. A befejezési dátum bizonytalan, de a legújabb kutatások szerint a 3. század közepe valószínű. Az ókor panelfestészeti hagyománynak nagyon kevés fennmaradt példái közül a legnagyobb csoportok egyike, előzményei a bizánci, a kelet-mediterrán és a nyugati hagyományoknak, beleértve a kopt ikonográfia helyi hagyományát is Egyiptomban.
A fennmaradt leletek arra utalnak, hogy a képeket a testek bebugyolálására használt szövetszalagokba illesztették. Mára szinte mindegyik levált a múmiákról. Általában egyetlen személyt ábrázolnak, és a fejet vagy a fejet és a mellkas felső részét mutatják, frontálisan nézve. A művészi hagyományt tekintve a képek egyértelműen inkább a görög-római művészeti hagyományokból eredeztethetők, mint az egyiptomiakból. A portrék két csoportját különböztethetjük meg a technika alapján: az egyik az enkausztikus (viasz) festés, a másik a tempera. Az előbbiek általában jobb minőségűek.
Jelenleg mintegy 900 múmiaportré ismert, többségüket a fajjúmi nekropoliszban találták. A forró, száraz egyiptomi éghajlat miatt a festmények gyakran épen megmaradtak, megőrizték a ragyogó színeket, amelyek láthatólag nem fakultak ki az idő múlásával.

## Fordítás
Ez a szócikk részben vagy egészben  a   Fayum mummy portraits című angol Wikipédia-szócikk ezen változatának fordításán alapul.  Az eredeti cikk szerkesztőit annak laptörténete sorolja fel. Ez a jelzés csupán a megfogalmazás eredetét és a szerzői jogokat jelzi, nem szolgál a cikkben szereplő információk forrásmegjelöléseként.